# Hauptkanal Sterkrade
Der Hauptkanal Sterkrade ist ein Gewässer im Flusssystem Emscher, das sich mit einer Gesamtlänge von annähernd 5,4 km durch den Oberhausener Stadtbezirk Sterkrade zieht.

## Geographie

### Verlauf
Der Oberlauf, der unterhalb der Halde Haniel im Sterkrader Venn nahe der Fernewaldstraße beginnt, ist als Reinersbach bekannt. Im Zuge des Neubaus der Autobahnauffahrt Königshardt der A2 in den 1980er Jahren wurde ein Pumpwerk gebaut, das die Quelle des Reinersbachs zum Rotbach umleitet. Es gibt keine Verrohrung unter der Fernewaldstraße mehr. Diese wurde bei dem Bau der Auffahrt weggelassen. Deshalb ist der Bach in den Sommermonaten unterhalb der Fernewaldstraße größtenteils ausgetrocknet. Er fließt durch die Sterkrader Heide und das Landschaftsschutzgebiet unteres Reinersbachtal nahe der Rügenstraße. Ein Teil des Bachlaufes wurde in jüngster Zeit im Rahmen des Projekts Umbau des Emschersystems renaturiert, doch unterhalb des Sustmannshofs an der Hedwigstraße verschwindet er unter der Erde und wird verrohrt auf etwa 1,5 km Länge unter der Sterkrader Innenstadt und der Bahnstrecke Oberhausen–Arnhem hergeleitet und dabei mit dem Alsbach und dem Elpenbach zusammengeführt.

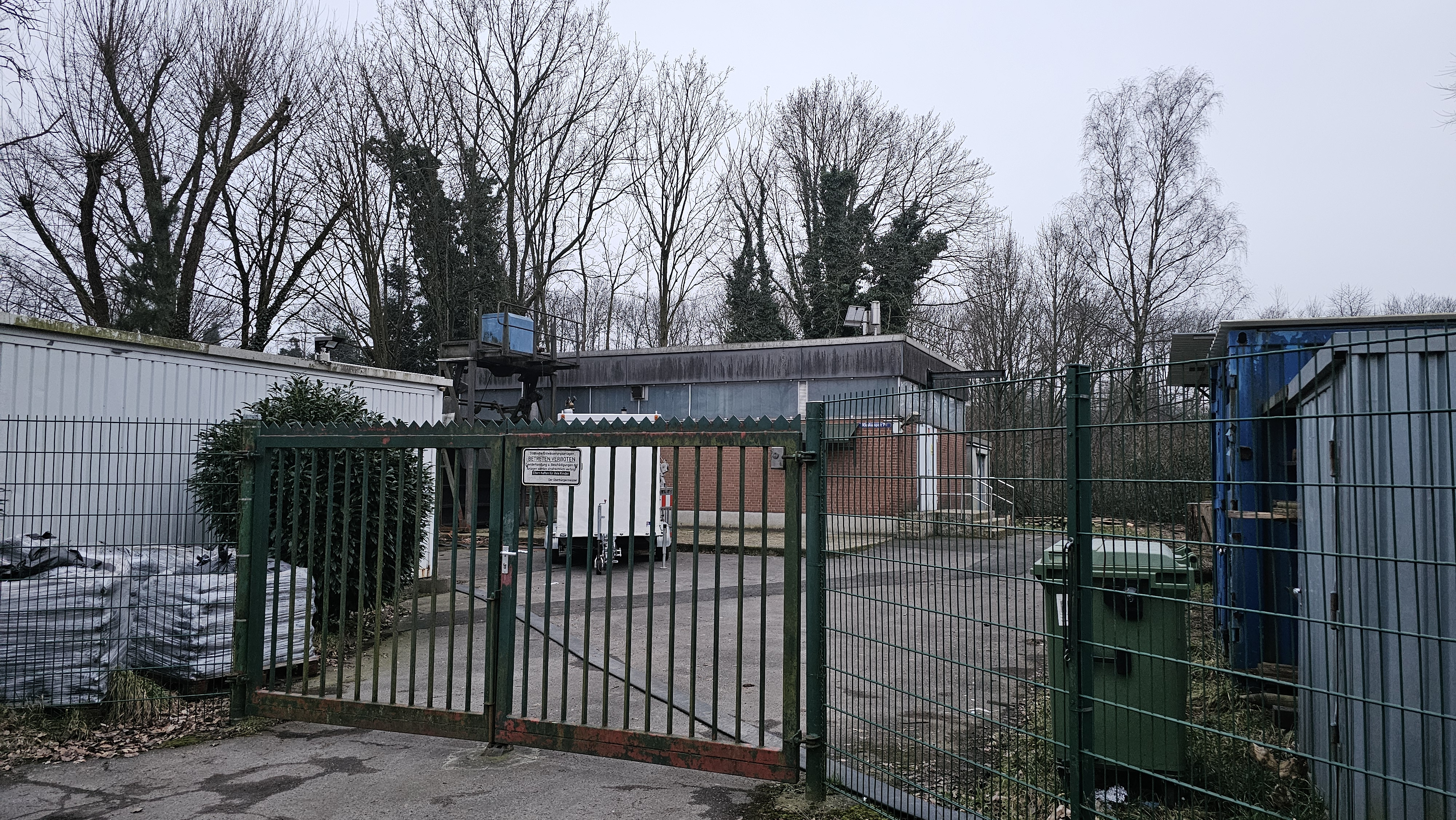
Pumpenwerk Kleekampstraße 78 auf der ehemaligen Quelle des Reinersbach
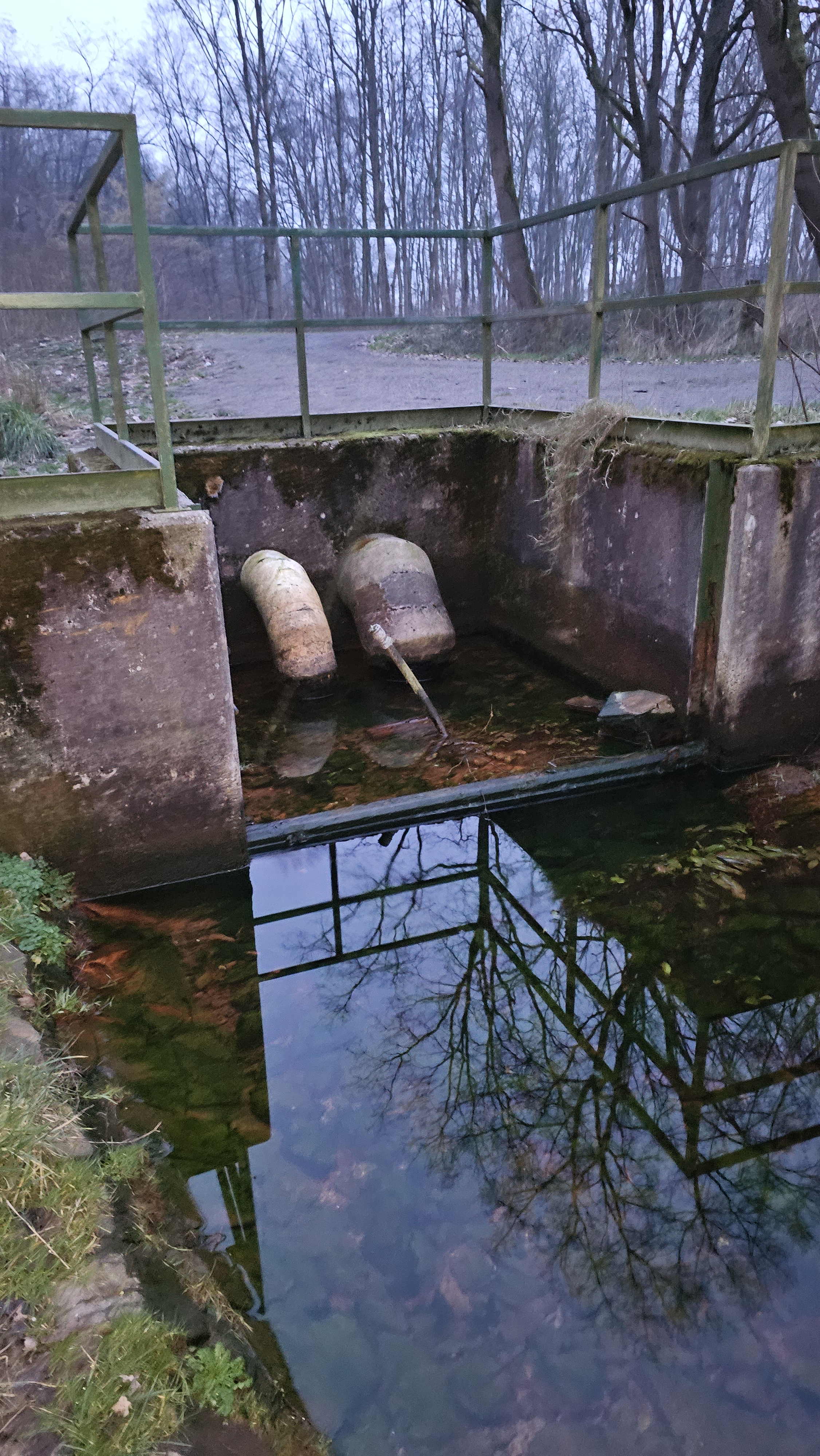
Pumpenwerk Auslass am Venngraben
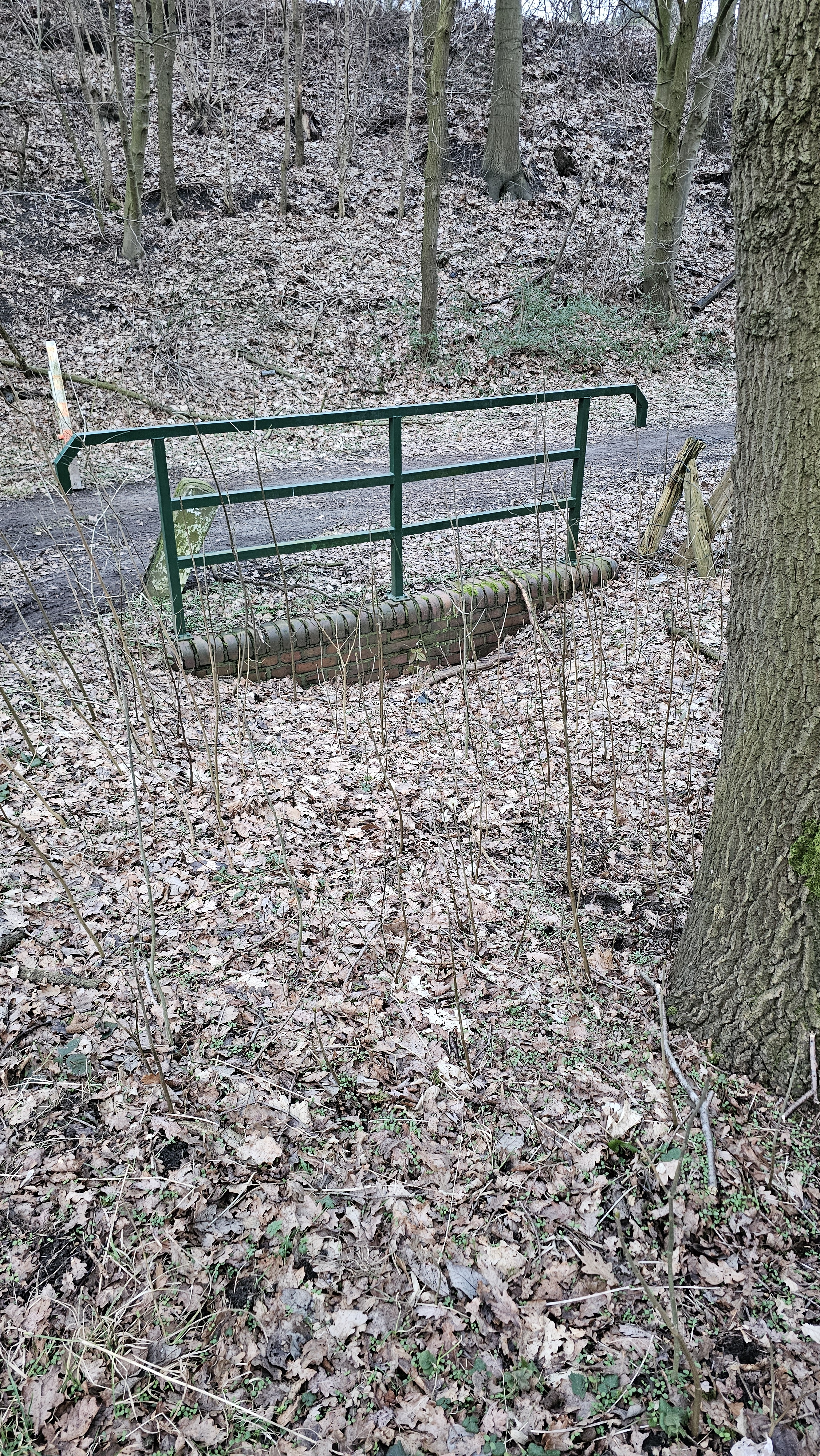
Fehlende Rohrverbindung unter der Fernewaldstraße
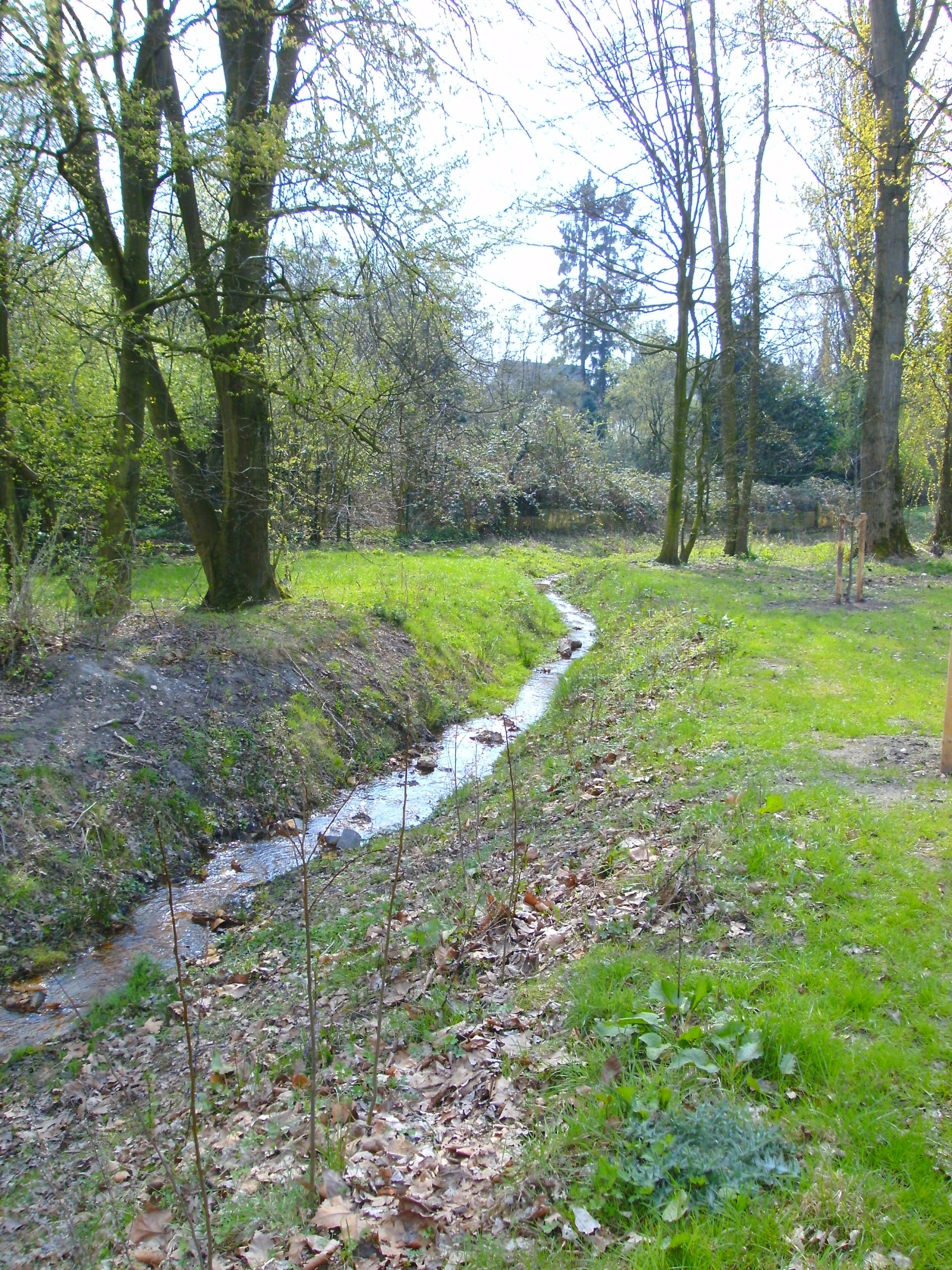
Renaturierter Reinersbach
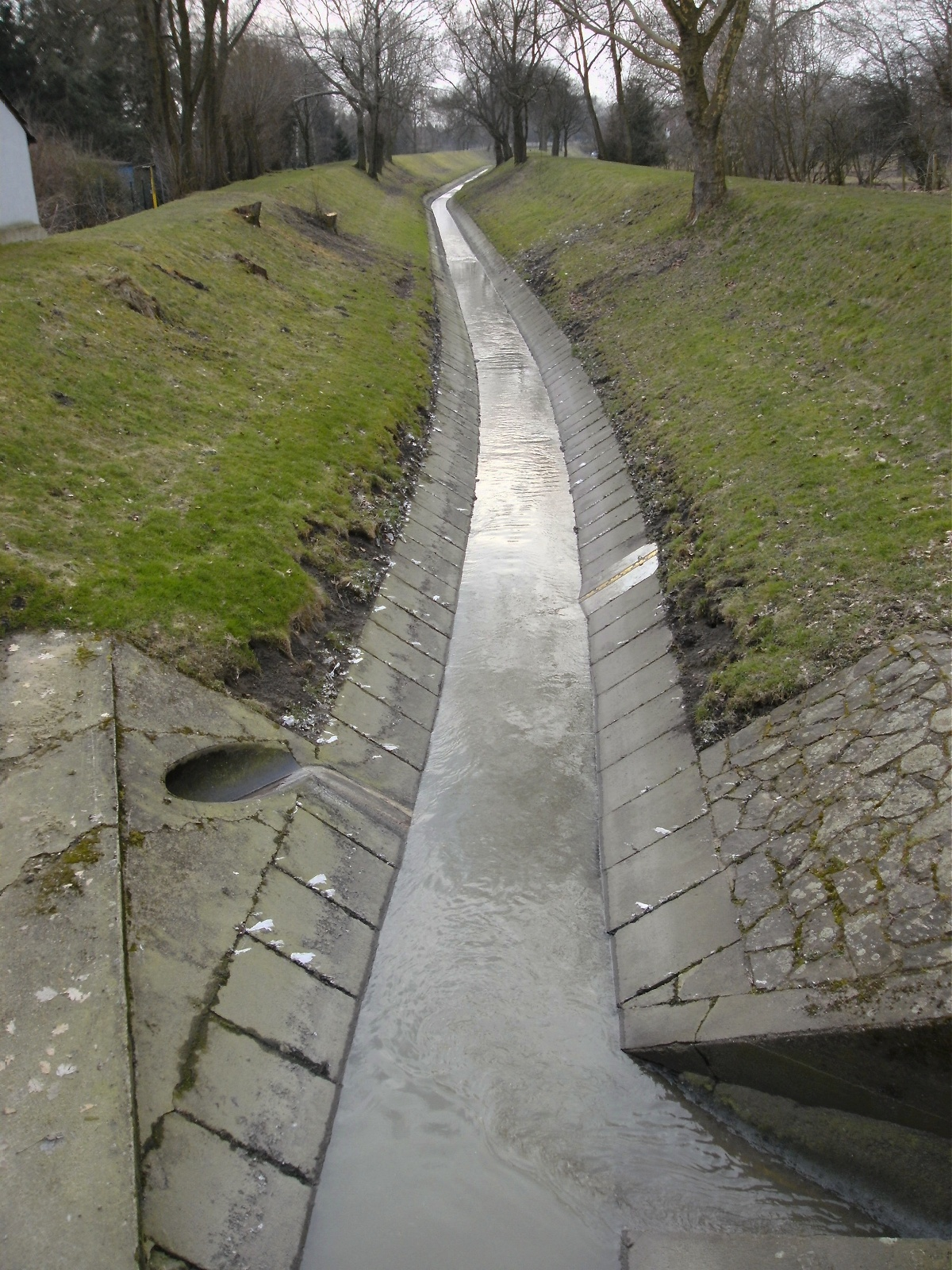
Hauptkanal Sterkrade

Jenseits der Von-Trotha-Straße tritt das Gewässer zwischen Aldenkampshof und Leuthenstraße wieder zutage und wird nun als von der Emschergenossenschaft bewirtschafteter Kanal in westlicher Richtung zwischen den Stadtteilen Schwarze Heide und Weierheide weitergeführt. Unmittelbar nach der Unterquerung der Autobahn 3 wird er in den Handbach eingeleitet, der rund 200 Meter später im Osten des Ortsteils Biefang in die Emscher mündet.

### Hydrologischer Hauptstrang
| Name                 | GKZ       | Länge in km | EZG in km² | MQ in m³/s |
| -------------------- | --------- | ----------- | ---------- | ---------- |
| Hauptkanal Sterkrade | 2772962   | 1,7         | 3,18       | 30,44      |
| Reinersbach          | 2772962-2 | 3,1         | 2,63       | 26,80      |

Anmerkungen zur Tabelle
1. 1 2  Fachinformationssystem ELWAS des Ministeriums für Umwelt, Naturschutz und Verkehr NRW (Hinweise)
2. ↑  Bis zum Zusammenfluss mit dem Reinersbach

Der Vergleich zwischen dem Hauptkanal Sterkrade und dem Reinersbach beim Zusammenfluss zeigt, dass der Oberlauf des Hauptkanals Sterkrade mit seinem bis dorthin größeren mittleren Abfluss (MQ) zum hydrologischen Hauptstrang des Flusssystems Hauptkanal Sterkrade gehört, während der längere Reinersbach ein Nebenstrang davon ist.

### Zuflüsse
Vom Ursprung bis zur Mündung
- Elpenbach (links)
- Reinersbach [GKZ 27729622] (rechts), 3,1 km, 2,63 km², 26,8 l/s
- Alsbach  (rechts), 3,9 km, 2,77 km², 21,87 l/s